# Трибулє (блазень)

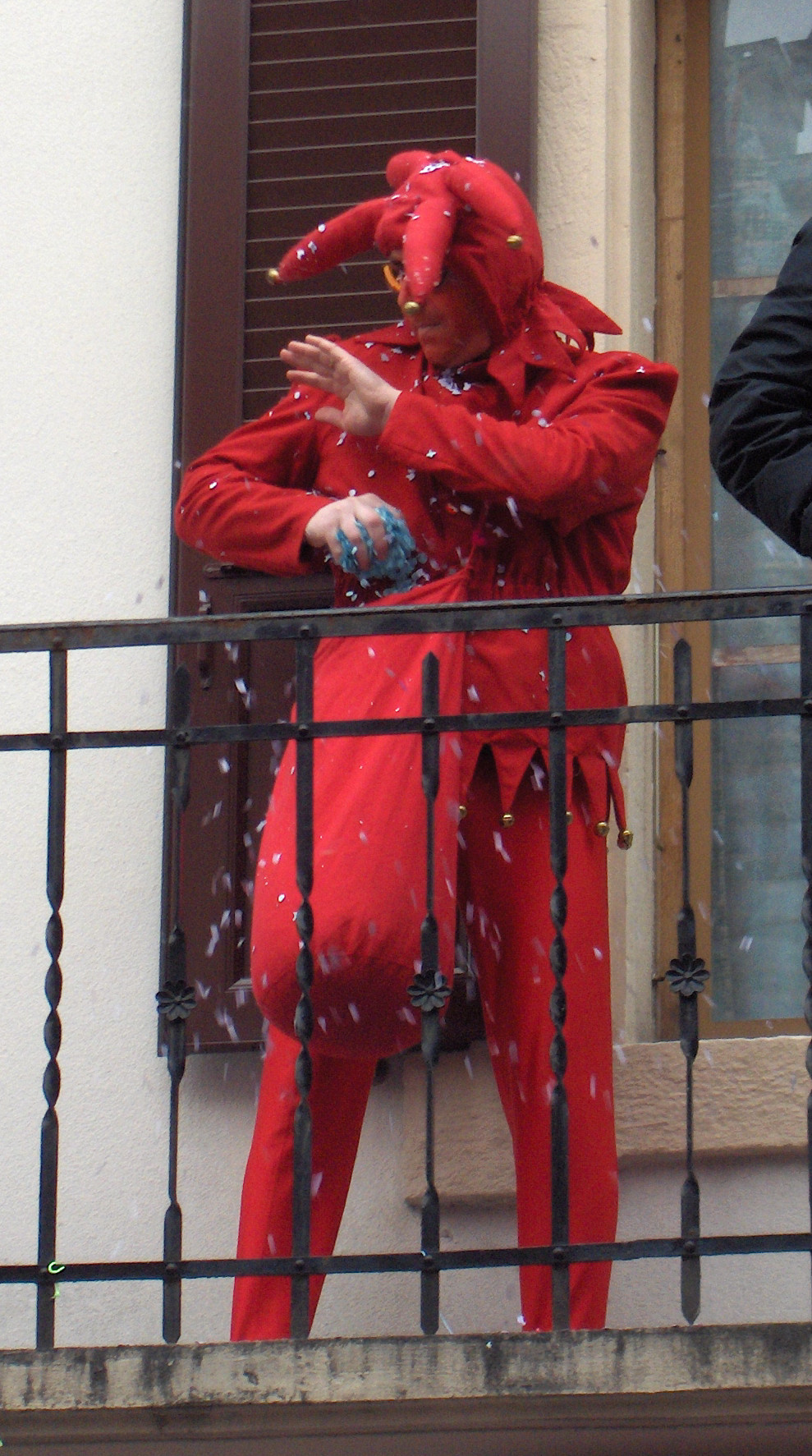
Трибулет на карнавалі Монтей

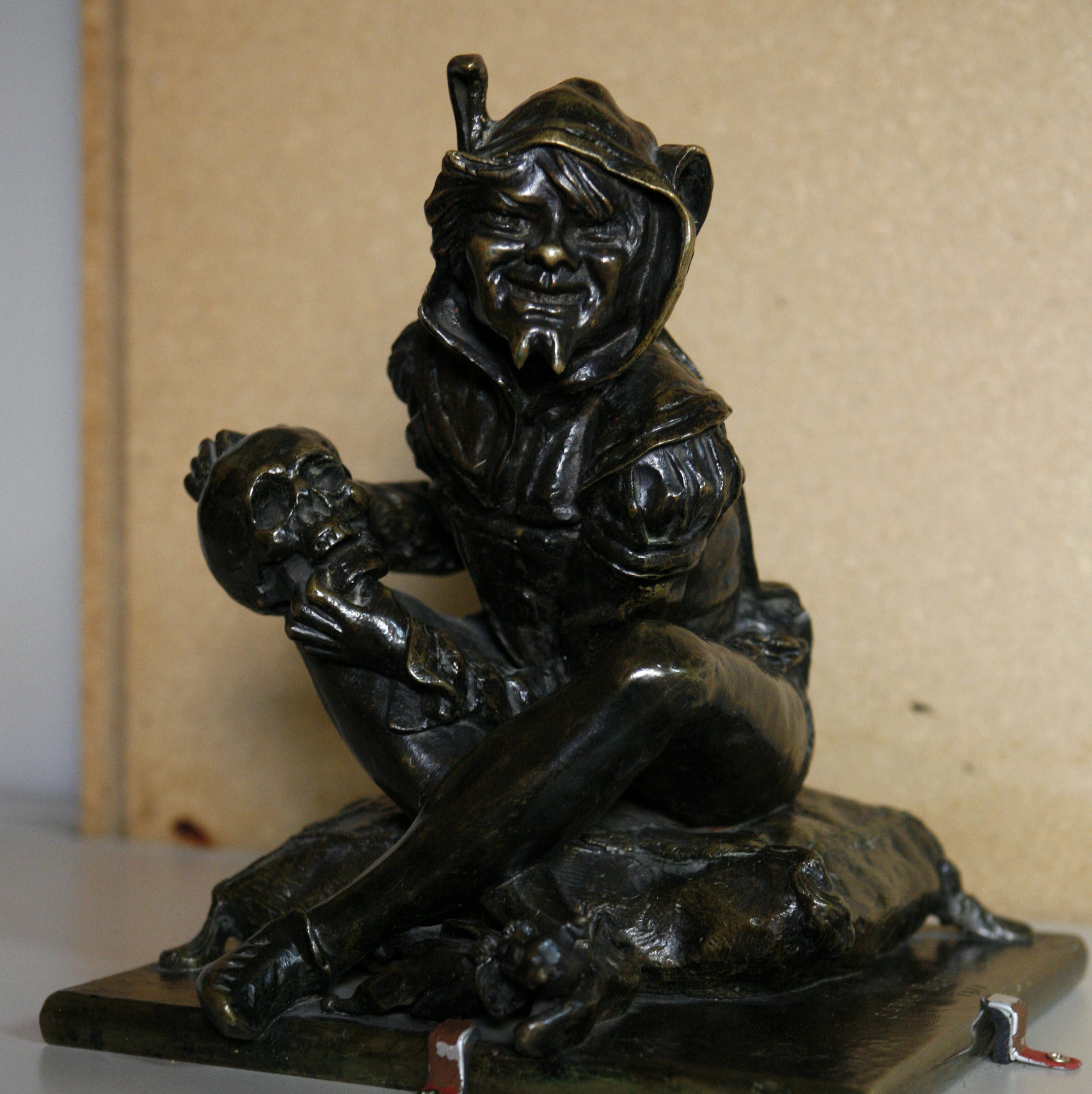
Трибулет Ле-Рой-самузи Гюго (Дурень і смерть Сари Бернар)

Трибулє (фр. Triboulet; 1479-1536) був блазнем королів Франції Людовика XII і Франциска I. 
Згадки про нього зустрічаються у 3-й книзі літописів «Пантагрюлайн» Франсуа Рабле. Він також фігурує у драмі Віктора Гюго «Король розважається» та оперні, за її мотивами «Ріголетто» Джузеппе Верді.  
Трибулє, блазень, що одягнений повністю в червоне — це персонаж, пов'язаний з карнавалом Монтея у Швейцарії. 

## Приписані відомі цитати

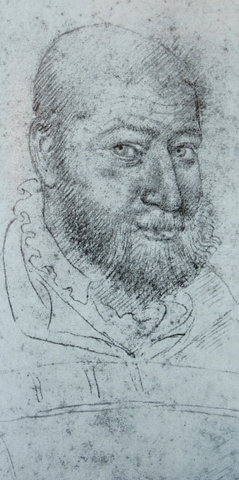
Портрет, c.1550

Трибулє одного разу прийшов до монарха зі скаргою. 
Трибулє: "Шляхтич погрожував повісити мене!"
Монарх: "Не хвилюйтесь! Якщо він повісить тебе, я його обезголовлю через п’ятнадцять хвилин".
Трибулє: "Ну, чи можливо було б віддати мені голову за 15 хвилин до цього?"
Одного разу Трибулє не зміг стриматися і вдарив монарха по сідниці. Монарх пригрозив стратити Трибулє, але трохи пізніше заспокоївся і пообіцяв пробачити Трибулє, якщо він придумає вибачення більш образливе, ніж вчинок, який він зробив до цього. Через кілька секунд Трибулє відповів: «Мені так шкода, Ваша Величність, що я вас не впізнав! Я прийняв вас за Королеву! »

## Смерть
Трибулє порушив наказ Франциска I, який забороняв жартувати над королевою і її придворними, тому король наказав стратити його. Франциск I надав Трибулє право обирати, як він помре. Трибуле сказав наступне: "Bon sire, par sainte Nitouche et saint Pansard, patrons de la folie, je demande à  mourir de vieillesse",  що означає: «Добрий пане, заради Святого Нітуша і Святого Пансарад, покровителів божевілля, я прошу померти від старості". Не маючи іншого вибору, окрім як сміятися, король наказав, щоб Трибулє не стратили, а замість цього вигнали з королівства. 

## Зовнішні посилання
Вікісховище має мультимедійні дані за темою: Трибулє (блазень)